# توماس غراي (كاتب)
توماس غراي (بالإنجليزية: Thomas Gray)‏ (و. 1716 – 1771 م) هو شاعر، وكاتب، وناقد أدبي، من مملكة بريطانيا العظمى، ولد في لندن، توفي في كامبريج، عن عمر يناهز 55 عاماً.

## التعليم
تعلم في بيترهاوس ‏، وكلية إيتون.

## روابط خارجية
- توماس غراي على موقع الموسوعة البريطانية (الإنجليزية)
- توماس غراي على موقع ميوزك برينز (الإنجليزية)
- توماس غراي على موقع إن إن دي بي (الإنجليزية)